# Ignaz Peter Marchal de Perclat
Ignaz Peter Marchal de Perclat (Blâmont, 16 dicembre 1764 – Vienna, 27 gennaio 1823) è stato un militare austriaco. Fu attivo durante le guerre rivoluzionarie francesi e durante le guerre napoleoniche.

## Biografia
Marchal nacque a Blâmont, in Lorena, il 16 dicembre 1764. Si arruolò giovanissimo nel 1772, ricevendo l'addestramento militare presso l'Accademia Militare di Wiener Neustadt, dove vi si diplomò nel 1783 come alfiere del 9° Reggimento di fanteria Clerfayt. Nel 1793 fu capitano del Freikorp Le Loup e si distinse in questo corpo in diverse occasioni durante quell'anno. Nel 1797 fu promosso maggiore, nel 1800 tenente colonnello, nel 1804 colonnello del 27° reggimento di fanteria Strassoldo e nel 1808 maggior generale. In quanto tale, l'anno successivo comandò una brigata in Italia sotto il comando del tenente maresciallo Chasteler e si distinse sia a Roveredo sia a Volano.
Fu promosso a tenente feldmaresciallo il 27 luglio 1813, poco prima di prendere parte alla campagna dell'esercito di von Hiller in Italia. Ad agosto fu incaricato della difesa di Villaco mentre due mesi più tardi guidò le forze austriache alla conquista di Tarvisio e prese parte all'inseguimento delle forze franco-italiane verso l'Adige. In questo frangente si distinse durante gli scontri di Boara Pisani, dove riuscì a sconfiggere il generale Marcognet assieme al collega Starhemberg, e nell'occupazione di Rovigo. Nel 1814 fu incaricato di guidare l'assedio di Venezia: il blocco della città proseguì sino al 20 aprile del medesimo anno, giorno in cui la città fu occupata dagli asburgici, e terminò solo grazie alla precedente resa delle forze napoleoniche a Mantova. Per via del coraggio e delle capacità militari dimostrate, Marchal ricevette numerose decorazioni: dalla corona austriaca ricevette il titolo di Commendatore dell'Ordine imperiale di Leopoldo e l'Ordine della Corona Ferrea di III Classe mentre dalla monarchia francese la Croce di Commendatore dell'Ordine di San Luigi.
In seguito alla fine delle ostilità con la Francia, fu inviato in Slavonia, dove ottenne la promozione a generale di divisione e si occupò del 41° reggimento di fanteria, del quale divenne inhaber. Nel dicembre del 1819 venne elevato al rango nobiliare, con il titolo di Freiherr. Morì a Vienna il 27 gennaio 1823.